# Zippo Raid
Lo Zippo Raid era una tattica impiegata dalle forze militari statunitensi durante la Guerra del Vietnam (1955-1975), caratterizzata dall'uso di accendini Zippo per incendiare capanne, villaggi e vegetazione densa nelle zone controllate dal nemico, in particolare dal Viet Cong. Il termine divenne popolare tra i soldati americani, sottolineando l'uso rudimentale ma efficace del fuoco nelle operazioni di terra.

## Il ruolo dello Zippo
L'accendino Zippo, già diffuso tra i militari dalla Seconda Guerra Mondiale, era lo strumento perfetto per queste operazioni. Robusto, antivento e facile da usare, divenne un simbolo dell'esperienza del soldato in Vietnam. Alcuni soldati personalizzavano i loro Zippo incidendovi messaggi o simboli, rendendoli cimeli di guerra.

## Contesto storico
Durante il conflitto in Vietnam, l'esercito degli Stati Uniti si trovò spesso a combattere in ambienti di giungla densa e in villaggi rurali utilizzati come rifugi e basi logistiche dal Viet Cong. Per distruggere queste postazioni, i soldati adottarono una pratica semplice ma devastante: utilizzare accendini Zippo per appiccare incendi alle strutture in legno e paglia. Questa tattica era particolarmente comune durante le operazioni di search and destroy (cerca e distruggi), in cui le truppe americane rastrellavano villaggi alla ricerca di combattenti nemici e, in assenza di resistenza, incendiavano le abitazioni per negarne l'uso futuro.

## Impatto e controversie
I Zippo Raid divennero emblematici della brutalità del conflitto e furono documentati in numerose fotografie e reportage giornalistici. La distruzione indiscriminata di villaggi spesso colpiva civili innocenti, contribuendo a rafforzare l'opposizione alla guerra sia in Vietnam che negli Stati Uniti. L'uso del fuoco come arma di guerra si affiancò all'impiego del napalm e degli agenti chimici come l'agente arancio, aumentando la devastazione ambientale e umanitaria del conflitto.

## Nella cultura popolare
L'immagine dei soldati americani intenti a incendiare villaggi con accendini Zippo è stata immortalata in documentari, film e libri sulla guerra del Vietnam. Scene di Zippo Raid appaiono in film come Apocalypse Now (1979) e Full Metal Jacket (1987), contribuendo a cementare il concetto nell'immaginario collettivo.